# Huke
Huke, pseudonimo di Ryohei Fuke (福家亮平?; 20 aprile 1981), è un illustratore giapponese.

## Biografia
Dopo essersi diplomato presso l'istituto per animatori, Huke ha iniziato a lavorare collaborando alla realizzazione grafica dei libretti di illustrazioni di vari videogiochi. Tuttavia la popolarità per lui arriverà soltanto qualche anno dopo, quando creerà il personaggio di Black★Rock Shooter.
Black Rock Shooter servì da ispirazione a Ryo, il cantante del gruppo dei Supercell, per comporre un brano musicale nel 2008, che spinse l'album in cui era contenuto a superare le 100 000 copie vendute. Huke collaborò con i Supercell nelle realizzazione delle illustrazioni utilizzate per il video musicale del brano. Il personaggio è stato sfruttato negli anni successivi per lanciare manga, vari prodotti di animazione, videogiochi, action figure ed altro merchandise.
Successivamente a Black Rock Shooter, Huke ha realizzato il character design dei personaggi del videogioco Steins;Gate, da cui nel 2011 è stata tratta una serie televisiva.